# Мокшанов, Дмитрий Иванович
Дми́трий Ива́нович Мокша́нов (род. 2 января 1935, Должниково, Средневолжский край) — советский и российский военачальник. Первый заместитель Командующего войсками СКВО, заместитель Главнокомандующего (ставки) войсками Дальнего Востока, генерал-лейтенант.

## Биография
Дмитрий Иванович, родился 2 января 1935 года в селе Должниково (ныне — Базарносызганского района Ульяновской области). Русский. В 1957 году принят в КПСС.
С 1943 года по 1953 год учился в средней школе № 12 посёлка Базарный Сызган Ульяновской области.
Начало военной службы
- В 1953 году в августе был призван в Советскую Армию,
- В октябре 1953 года зачислен курсантом в Орловское танковое ордена Ленина, Краснознамённое училище имени М. В. Фрунзе в Ульяновске, которое в 1956 году окончил с отличием.
- После окончания училища командовал танковым взводом, танковой ротой, начальник штаба танкового батальона в Ленинградском ВО.
- С сентября 1965 по июнь 1968 года учился в Военной академии бронетанковых войск г. Москва.
- С июня 1968 года служба в войсках Дальневосточного ВО — первым заместителем командира 174-го гвардейского танкового полка 66-й танковой дивизии с. Сергеевка, затем заместителем командира 136-го учебного танкового полка, и командиром 136-го учебного танкового полка в г. Уссурийск.
- С 1972 по 1974 год — начальник штаба 81-й гвардейской стрелкой дивизии в ДВО г. Бекин Хабаровский край,
- с августа 1975 года — начальник штаба 20-й гвардейской мотострелковой дивизии 8-й гвардейской общевойсковой армии ГСВГ.
- В 1978 году избирался депутатом Челябинского областного Совета народных депутатов.
- В 1979 году — членом Чебаркульского комитета КПСС, кандидатом в члены обкома КПСС Челябинской области.

На высших должностях
- В 1979 году поступил и в 1981 году окончил Военную академию Генерального штаба Вооружённых сил СССР с дипломом по специальности командно-штабная оперативно-стратегическая.
- После окончания академии c 1981 года — первый заместитель Командующего войсками 20-й гвардейской Общевойсковой Армии в ГСВГ.
- С 1985 по 1988 год — первый заместитель Командующего войсками СКВО, Член Военного совета округа. Начальник гарнизона г. Ростов-на-Дону. С 1985 года по 1990 год — Депутат Верховного Совета ЧИ АССР. С 1985 по 1988 годы — депутат Городского Совета народных депутатов г. Ростова-на-Дону, член городского совета народных депутатов.
- С сентября 1988 года по май 1991 года — заместитель Главнокомандующего (ставки) войсками Дальнего Востока, г. Улан-Удэ.
- С 1990 по 1991 год — военный советник главкома ННА Вооруженных Сил ГДР

В 1992 году уволен из рядов ВС СССР в запас.
После службы
- С 1992 года в запасе, с 2000 года в отставке. Живёт и работает в Ростове-на-Дону.
- С 1993 по 1995 годы — в должности Административного директора ООО «Севкавинвест».
- С 1995 по 1998 года — 1-й заместитель Генерального директора ООО «Донагрейн».
- С 1998 по 2005 годы — 1-й заместитель Генерального директора объединения ОАО НПО «Донъ», директор предприятия «Донь».[1]
- С августа 2005 года по март 2013 года — начальник отделения — начальник ПУ администрации г. Ростов-на-Дону в управлении ГО и ЧС города Ростова-на-Дону.
- С 2013 года избран Председателем Ростовского регионального отделения Общероссийской общественной организации ветеранов Вооруженных Сил Российской Федерации.[2]
- С апреля 2013 года — Ведущий инспектор группы инспекторов Объединённого стратегического командования Южного военного округа

## Семья
Отец — Иван Акимович Мокшанов (1892—1961), русский, крестьянин; мать — Анна Васильевна Мокшанова (? — 1969), русская, крестьянка.
Брат (1924—1942), погиб под Курском.
Сестры Александра и Мария.
Жена Маргарита Николаевна ( в девичестве Кузьменко), имеет сына (Дмитрий), дочь ( Татьяна), внучки (Анна  и Маргарита).

## Награды
- Орден «За службу Родине в Вооружённых Силах СССР» 3-й степени
- Медаль За боевые заслуги
- Медаль «В ознаменование 100-летия со дня рождения Владимира Ильича Ленина» (6 апреля 1970[3])
- Медаль «За укрепление боевого содружества»
- Юбилейная медаль «Двадцать лет Победы в Великой Отечественной войне 1941—1945 гг.»
- Юбилейная медаль «300 лет Российскому флоту»
- Медаль «Ветеран Вооружённых Сил СССР»
- Юбилейная медаль «50 лет Вооружённых Сил СССР»
- Юбилейная медаль «60 лет Вооружённых Сил СССР»[4]
- Юбилейная медаль «70 лет Вооружённых Сил СССР»[5]
- Медаль «За безупречную службу» I степени
- Медаль «За безупречную службу» II степени
- Медаль «За безупречную службу» III степени
- Медаль «За ратную доблесть»
- и другие.